# Belkin-Pro Cycling Team/Saison 2014
Dieser Artikel listet Erfolge und Fahrer des Radsportteams Belkin in der Saison 2014 auf.

## Erfolge in der UCI WorldTour
In der Saison 2014 gelangen dem Team nachstehende Erfolge in der UCI WorldTour.
| Datum     | Rennen                         | Sieger         |
| --------- | ------------------------------ | -------------- |
| 10. März  | 2. Etappe Paris–Nizza          | Moreno Hofland |
| 29. März  | 6. Etappe Katalonien-Rundfahrt | Stef Clement   |
| 9. Juli   | 5. Etappe Tour de France       | Lars Boom      |
| 5. August | 3. Etappe Tour de Pologne      | Theo Bos       |

## Erfolge in der UCI America Tour
In der Saison 2014 gelangen dem Team nachstehende Erfolge in der UCI America Tour.
| Datum        | Rennen                    | Kat. | Sieger         |
| ------------ | ------------------------- | ---- | -------------- |
| 4. August    | 1. Etappe Tour of Utah    | 2.1  | Moreno Hofland |
| 6. August    | 3. Etappe Tour of Utah    | 2.1  | Moreno Hofland |
| 5. September | 3. Etappe Tour of Alberta | 2.1  | Sep Vanmarcke  |
| 6. September | 4. Etappe Tour of Alberta | 2.1  | Theo Bos       |

## Erfolge in der UCI Asia Tour
In der Saison 2014 gelangen dem Team nachstehende Erfolge in der UCI Asia Tour.
| Datum       | Rennen                     | Kat. | Sieger         |
| ----------- | -------------------------- | ---- | -------------- |
| 28. Februar | 2. Etappe Tour de Langkawi | 2.HC | Theo Bos       |
| 5. März     | 7. Etappe Tour de Langkawi | 2.HC | Theo Bos       |
| 6. März     | 8. Etappe Tour de Langkawi | 2.HC | Theo Bos       |
| 7. März     | 9. Etappe Tour de Langkawi | 2.HC | Theo Bos       |
| 20. Oktober | 1. Etappe Tour of Hainan   | 2.HC | Moreno Hofland |

## Erfolge in der UCI Europe Tour
In der Saison 2014 gelangen dem Team nachstehende Erfolge in der UCI Europe Tour.
| Datum          | Rennen                              | Kat. | Fahrer               |
| -------------- | ----------------------------------- | ---- | -------------------- |
| 23. Februar    | 4. Etappe Vuelta a Andalucía        | 2.1  | Moreno Hofland       |
| 5. April       | Volta Limburg Classic               | 1.1  | Moreno Hofland       |
| 23. Mai        | 3. Etappe Tour of Norway            | 2.HC | Sep Vanmarcke        |
| 24. Mai        | 4. Etappe Tour of Norway            | 2.HC | Bauke Mollema        |
| 24.–25. Mai    | Gesamtwertung World Ports Classic   | 2.1  | Theo Bos             |
| 1. Juni        | 5. Etappe Baloise Belgium Tour      | 2.HC | Paul Martens         |
| 7. Juni        | Ronde van Zeeland Seaports          | 1.1  | Theo Bos             |
| 14. August     | 1. Etappe Arctic Race of Norway     | 2.1  | Lars Petter Nordhaug |
| 14.–17. August | Gesamtwertung Arctic Race of Norway | 2.1  | Steven Kruijswijk    |
| 4. Oktober     | 3. Etappe Tour de l’Eurométropole   | 2.1  | Theo Bos             |

## Zugänge – Abgänge
| Zugänge                         | Team 2013                 | Abgänge           | Team 2014               |
| ------------------------------- | ------------------------- | ----------------- | ----------------------- |
| Barry Markus                    | Vacansoleil-DCM           | Tom-Jelte Slagter | Garmin Sharp            |
| Jonathan Hivert                 | Sojasun                   | Mark Renshaw      | Omega Pharma-Quick Step |
| Nicky van der Lijke             | Rabobank Development Team | Luis León Sánchez | Caja Rural-Seguros RGA  |
| Martijn Keizer (ab 25. Februar) | Veranclassic-Doltcini     |                   |                         |

## Mannschaft
| Name                 | Geburtstag         | Nationalität |              |
| -------------------- | ------------------ | ------------ | ------------ |
| Jack Bobridge        | 13. Juli 1989      | Australien   |              |
| Jetse Bol            | 8. September 1989  | Niederlande  |              |
| Lars Boom            | 30. Dezember 1985  | Niederlande  |              |
| Theo Bos             | 22. August 1983    | Niederlande  |              |
| Graeme Brown         | 9. April 1979      | Australien   |              |
| Stef Clement         | 24. September 1982 | Niederlande  |              |
| Laurens ten Dam      | 13. November 1980  | Niederlande  |              |
| Jos van Emden        | 18. Februar 1985   | Niederlande  |              |
| Rick Flens           | 11. April 1983     | Niederlande  |              |
| Juan Manuel Gárate   | 24. April 1976     | Spanien      |              |
| Robert Gesink        | 31. Mai 1986       | Niederlande  |              |
| Marc Goos            | 30. November 1990  | Niederlande  |              |
| Jonathan Hivert      | 23. März 1985      | Frankreich   |              |
| Moreno Hofland       | 31. August 1991    | Niederlande  |              |
| Martijn Keizer       | 25. März 1988      | Niederlande  |              |
| Wilco Kelderman      | 25. März 1991      | Niederlande  |              |
| Steven Kruijswijk    | 7. Juni 1987       | Niederlande  |              |
| Tom Leezer           | 26. Dezember 1985  | Niederlande  |              |
| Nicky van der Lijke  | 23. September 1991 | Niederlande  |              |
| Barry Markus         | 17. Juli 1991      | Niederlande  |              |
| Paul Martens         | 26. Oktober 1983   | Deutschland  |              |
| Bauke Mollema        | 26. November 1986  | Niederlande  |              |
| Lars Petter Nordhaug | 14. Mai 1984       | Norwegen     |              |
| Bram Tankink         | 3. Dezember 1978   | Niederlande  |              |
| David Tanner         | 30. September 1984 | Australien   |              |
| Maarten Tjallingii   | 5. November 1977   | Niederlande  |              |
| Sep Vanmarcke        | 28. Juli 1988      | Belgien      |              |
| Robert Wagner        | 17. April 1983     | Deutschland  |              |
| Dennis van Winden    | 2. Dezember 1987   | Niederlande  |              |
| Maarten Wynants      | 13. Mai 1982       | Belgien      |              |
| Stagiaires           | Stagiaires         | Nationalität | Nationalität |
| Martijn Tusveld      | Martijn Tusveld    | Niederlande  |              |